# Luftvägssjukdomar
Luftvägssjukdomar, luftvägarna är väldigt känsliga för infektioner, eftersom de lagom varma och fuktiga slemhinnorna är det perfekta stället för bakterier och virus. Röken från tobak och andra föroreningar i luften gör luftvägarna mer känsliga. Man får ökad risk för infektioner och allergier.
Exempel på olika luftvägssjukdomar är astma, bronkit, lunginflammation, lungcancer m.m.